# Listă de interpreți români de muzică populară
Aceasta este o listă cu interpreți notabili de muzică populară românească.

## A
| Numele                       | Imagine | Data nașterii      | Data decesului    | Măiestrie      | Zona folclorică |
| ---------------------------- | ------- | ------------------ | ----------------- | -------------- | --------------- |
| Ion Albeșteanu               |         | 27 septembrie 1932 | 1997              | violonist      | Muntenia        |
| Petre Alexandru              |         | 30 iulie 1898      | 1 august 1978     | solist vocal   | Oltenia         |
| Georgeta Anghel              |         | 1940               | 20 mai 2006       | solistă vocală | Muntenia        |
| Mariana Anghel               |         | 16 mai 1966        |                   | solistă vocală | Transilvania    |
| Maria Apostol                |         | 11 august 1954     | 5 septembrie 1993 | solistă vocală | Oltenia         |
| Cornelia Ardelean Archiudean |         | 20 martie 1952     |                   | solistă vocală | Transilvania    |

## B
| Numele                       | Imagine | Data nașterii     | Data decesului    | Măiestrie            | Zona folclorică   |
| ---------------------------- | ------- | ----------------- | ----------------- | -------------------- | ----------------- |
| Constantin Badea             |         |                   |                   | solist vocal         | Dobrogea          |
| Ionel Banu                   |         | 20 noiembrie 1914 | 21 mai 1999       | violonist            | Muntenia          |
| Barbu Lăutaru (Vasile Barbu) |         | 1780              | 1858              | cobzar, solist vocal | Moldova           |
| Mia Barbu                    |         | 21 aprilie 1925   | 10 decembrie 2019 | solistă vocală       | Muntenia          |
| Nelu Bălășoiu                |         | 25 iulie 1948     | 21 aprilie 2020   | solist vocal         | Oltenia           |
| Justina Băluțeanu            |         | 8 septembrie 1923 | 11 iunie 1981     | solistă vocală       | Oltenia           |
| Tita Bărbulescu              |         | 15 februarie 1936 | 4 decembrie 2021  | solistă vocală       | Muntenia          |
| Lidia Bejenaru               |         | 3 mai 1953        | 26 iulie 2021     | solistă vocală       | Basarabia         |
| Nicu Bela                    |         | 31 decembrie 1940 | 1993              | acordeonist          | Muntenia          |
| Olguța Berbec                |         | 16 aprilie 1984   |                   | solistă vocală       | Oltenia           |
| Veta Biriș                   |         | 11 august 1949    |                   | solistă vocală       | Transilvania      |
| Dumitru Blajinu              |         | 11 noiembrie 1934 | 6 iulie 2015      | violonist            | Basarabia         |
| Ioan Bocșa                   |         | 13 decembrie 1947 |                   | solist vocal         | Transilvania      |
| Cornel Bosoi                 |         | 1927              | 2011              | violonist            | Muntenia          |
| Titi Botez                   |         | 1902              | 1957              | solist vocal         | Muntenia          |
| Nicolae Botgros              |         | 25 ianuarie 1953  |                   | violonist            | Basarabia         |
| Florica Bradu                |         | 20 februarie 1945 |                   | solistă vocală       | Crișana           |
| Mia Braia                    |         | 8 septembrie 1911 | 3 iulie 1996      | solistă vocală       | Oltenia, Muntenia |
| Sava Negrean Brudașcu        |         | 2 iunie 1947      |                   | solistă vocală       | Transilvania      |
| Angela Buciu                 |         | 5 octombrie 1942  |                   | solistă vocală       | Transilvania      |
| Marcel Budală                |         | 9 iulie 1926      | 6 ianuarie 1989   | acordeonist          | Muntenia          |
| Ionel Budișteanu             |         | 8 octombrie 1919  | 30 octombrie 1991 | violonist            | Muntenia          |
| Nicolae Buică                |         | 11 noiembrie 1855 | 1932              | violonist            | Muntenia          |
| Rodica Bujor                 |         | 30 iulie 1914     | 30 octombrie 1995 | solistă vocală       | Muntenia          |
| Maria Butaciu                |         | 19 februarie 1940 | 11 iunie 2018     | solistă vocală       | Transilvania      |

## C
- Floarea Calotă
- Ilie Cazacu
- Iancu Cârlig
- Maria Cârneci
- Tiberiu Ceia
- Dumitru Chepețan
- Marin Chisăr
- Florea Cioacă
- Lucreția Ciobanu
- Maria Ciobanu
- Mihai Ciobanu
- Cristache Ciolac
- Iani Ciuciu
- Mitică Ciuciu
- Ileana Ciuculete
- Margareta Clipa
- Gică Coadă
- Puiu Codreanu
- Daniela Condurache
- Ileana Constantinescu
- Mărin Cornea
- Marin Cotoanță
- Nicu Crețu
- Gică Cristea
- Ion Cristoreanu

## D
| Numele                  | Imagine | Data nașterii      | Data decesului    | Măiestrie              | Zona folclorică |
| ----------------------- | ------- | ------------------ | ----------------- | ---------------------- | --------------- |
| Benone Damian           |         | 25 iulie 1938      | 2012              | acordeonist, violonist | Muntenia        |
| Mariana Stanciu Dănăilă |         | 15 septembrie 1956 |                   | solistă vocală         | Banat           |
| Victoria Darvai         |         | 7 ianuarie 1926    | 1 septembrie 2016 | solistă vocală         | Maramureș       |
| Mariana Deac            |         | 3 iunie 1970       |                   | solistă vocală         | Transilvania    |
| Angheluș Dinicu         |         | 1838               | 7 noiembrie 1905  | naist                  | Muntenia        |
| Gheorghe Dinicu         |         | 1863               | 20 august 1930    | violonist              | Muntenia        |
| Ion Dolănescu           |         | 25 ianuarie 1944   | 19 martie 2009    | solist vocal           | Muntenia        |
| Ionuț Dolănescu         |         | 26 februarie 1972  |                   | solist vocal           | Muntenia        |
| Ioan Dordoi             |         | 18 iulie 1972      |                   | solist vocal           | Transilvania    |
| Maria Dragomiroiu       |         | 11 iulie 1955      |                   | solistă vocală         | Oltenia         |
| Maria Drăgan            |         | 23 august 1947     | 6 octombrie 1986  | solistă vocală         | Basarabia       |
| Mariana Drăghicescu     |         | 18 septembrie 1952 | 3 aprilie 1997    | solistă vocală         | Banat           |
| Florica Duma            |         | 9 decembrie 1946   | 9 mai 2017        | solistă vocală         | Crișana         |

## E
| Numele             | Imagine | Data nașterii     | Data decesului | Măiestrie              | Zona folclorică |
| ------------------ | ------- | ----------------- | -------------- | ---------------------- | --------------- |
| Constantin Eftimiu |         | 1908              | 1988           | violonist/solist vocal | Muntenia        |
| Constantin Enceanu |         | 16 februarie 1964 |                | solist vocal           | Oltenia         |

## F
| Numele               | Imagine | Data nașterii     | Data decesului     | Măiestrie      | Zona folclorică |
| -------------------- | ------- | ----------------- | ------------------ | -------------- | --------------- |
| Ramona Fabian        |         | 2 iunie 1979      | 5 octombrie 2013   | solistă vocală | Transilvania    |
| Dumitru Fărcaș       |         | 12 mai 1938       | 7 august 2018      | taragotist     | Transilvania    |
| Felician Fărcașu     |         | 8 iulie 1920      | 6 iulie 1977       | solist vocal   | Transilvania    |
| Aurelia Fătu-Răduțu  |         | 12 iunie 1929     | 27 septembrie 1972 | solistă vocală | Banat           |
| Viorica Flintașu     |         | 15 octombrie 1942 |                    | solistă vocală | Crișana         |
| Costache Florea      |         | 1911              | 1978               | trompetist     | Muntenia        |
| Nicolae Florian      |         | 2 ianuarie 1936   | 1994               | acordeonist    | Muntenia        |
| Eugenia Frunză       |         |                   |                    | solistă vocală | Muntenia        |
| Ionuț Fulea          |         | 17 iulie 1971     |                    | solist vocal   | Transilvania    |
| Nicolae Furdui Iancu |         | 26 octombrie 1955 |                    | solist vocal   | Transilvania    |

## G
| Numele                | Imagine | Data nașterii      | Data decesului    | Măiestrie      | Zona folclorică |
| --------------------- | ------- | ------------------ | ----------------- | -------------- | --------------- |
| Emil Gavriș           |         | 28 martie 1915     | 25 iulie 1989     | solist vocal   | Maramureș       |
| Tudor Gheorghe        |         | 1 august 1945      |                   | solist vocal   | Oltenia         |
| Maria Ghinea          |         | 20 septembrie 1968 |                   | solistă vocală | Oltenia         |
| Gheorghe Ionescu Gion |         | 23 februarie 1909  | 17 octombrie 1999 | solist vocal   | Muntenia        |
| Natalia Gliga         |         | 19 septembrie 1940 | 14 iunie 2018     | solistă vocală | Transilvania    |
| Aurel Gore            |         | 1928               | 1989              | violonist      | Muntenia        |
| Victor Gore           |         | 17 martie 1931     | 2008              | acordeonist    | Muntenia        |
| Sirma Granzulea       |         | 22 septembrie 1954 |                   | solistă vocală | Dobrogea        |
| Alexandru Grozuță     |         | 1 iulie 1907       | 14 octombrie 1999 | solist vocal   | România         |

## H
| Numele        | Imagine | Data nașterii      | Data decesului | Măiestrie    | Zona folclorică |
| ------------- | ------- | ------------------ | -------------- | ------------ | --------------- |
| Maria Haiduc  |         | 29 septembrie 1939 |                | solist vocal | Crișana         |
| George Hazgan |         | 24 noiembrie 1935  | 1980           | solist vocal | România         |

## I
| Numele            | Imagine | Data nașterii     | Data decesului     | Măiestrie      | Zona folclorică   |
| ----------------- | ------- | ----------------- | ------------------ | -------------- | ----------------- |
| Maria Iliuț       |         | 23 februarie 1955 |                    | solistă vocală | Bucovina          |
| Radu Ille         |         | 22 aprilie 1970   |                    | solist vocal   | Maramureș         |
| Gore Ionescu      |         | 1902              | 29 octombrie 1957  | violonist      | România           |
| Toni Iordache     |         | 17 decembrie 1942 | februarie 1987     | țambalist      | Muntenia          |
| Florentin Iosif   |         | 5 martie 1936     | 31 mai 2013        | solist vocal   | Banat             |
| Vasile Iovu       |         | 24 iulie 1950     |                    | naist          | România/Basarabia |
| Anastasia Istrati |         | 23 noiembrie 1942 | 26 septembrie 2016 | solistă vocală | Basarabia         |
| Stana Izbașa      |         | 4 februarie 1969  |                    | solistă vocală | Banat             |

## J
| Numele        | Imagine | Data nașterii    | Data decesului | Măiestrie      | Zona folclorică |
| ------------- | ------- | ---------------- | -------------- | -------------- | --------------- |
| Zinaida Julea |         | 2 decembrie 1951 |                | solistă vocală | Basarabia       |

## L
| Numele             | Imagine | Data nașterii      | Data decesului     | Măiestrie      | Zona folclorică |
| ------------------ | ------- | ------------------ | ------------------ | -------------- | --------------- |
| Fărâmiță Lambru    |         | 15 septembrie 1927 | 2 decembrie 1974   | acordeonist    | Muntenia        |
| Gheorghe Lambru    |         | 27 aprilie 1935    | 23 ianuarie 2002   | acordeonist    | Muntenia        |
| Laura Lavric       |         | 20 septembrie 1946 |                    | solistă vocală | Moldova         |
| Maria Lătărețu     |         | 7 noiembrie 1911   | 27 septembrie 1972 | solistă vocală | Oltenia         |
| Grigore Leșe       |         | 20 februarie 1954  |                    | instrumentist  | Maramureș       |
| Irina Loghin       |         | 19 februarie 1939  |                    | solistă vocală | Muntenia        |
| Ion Luca-Bănățeanu |         | 12 noiembrie 1894  | 7 mai 1963         | violonist      | Banat           |
| Damian Luca        |         | 18 iulie 1936      |                    | naist          | Muntenia        |
| Fănică Luca        |         | 5 aprilie 1894     | 26 octombrie 1968  | naist          | Muntenia        |
| Rela Lucan         |         | 17 martie 1968     | 4 octombrie 2013   | solistă vocală | Muntenia        |
| Ion Luican         |         | 29 decembrie 1907  | 1 septembrie 1992  | solist vocal   | Muntenia        |
| Gabi Luncă         |         | 16 octombrie 1938  | 2 aprilie 2021     | solistă vocală | Muntenia        |
| Lia Lungu          |         | 3 august 1953      |                    | solistă vocală | Banat           |
| Vlăduța Lupău      |         | 8 martie 1991      |                    | solistă vocală | Transilvania    |

## M
- Ion Macovei (cântăreț)
- Andrei Mihalache
- Titiana Mihali
- Polina Manoilă
- Dumitru Margine
- Ileana Domuța Mastan
- Ion Matache
- Măriuca Matache
- Constantin Mirea
- Ion Miu
- Dumitru Miuță
- Petrică Moise
- Dan Moisescu
- Angela Moldovan
- Petrică Moțoi
- Drăgan Muntean
- Nicolae Mureșan
- Ilie Muțiu

## N
| Numele           | Imagine | Data nașterii    | Data decesului    | Măiestrie         | Zona folclorică |
| ---------------- | ------- | ---------------- | ----------------- | ----------------- | --------------- |
| Vasile Năsturică |         | 1946             | 2011              | violonist         | Muntenia        |
| Achim Nica       |         | 20 ianuarie 1930 | 23 noiembrie 2012 | solist vocal      | Banat           |
| Nicu Novac       |         | 1913             | 1979              | violonist/dirijor | Oltenia         |

## O
| Numele          | Imagine | Data nașterii     | Data decesului | Măiestrie       | Zona folclorică |
| --------------- | ------- | ----------------- | -------------- | --------------- | --------------- |
| Ion Onoriu      |         | 1937              | 1998           | acordeonist     | Muntenia        |
| Paraschiv Oprea |         | 14 februarie 1937 | 21 martie 2004 | pianist/dirijor | România         |

## P
| Numele                    | Imagine | Data nasterii     | Data decesului    | Maiestrie               | Zona folclorica |
| ------------------------- | ------- | ----------------- | ----------------- | ----------------------- | --------------- |
| Ana Pacatiuș              |         | 2 august 1939     |                   | solist vocal            | Banat           |
| Tudor Pană                |         | 1 ianuarie 1930   | 11 noiembrie 2005 | violonist               | Muntenia        |
| Matilda Pascal Cojocărița |         | 4 octombrie 1958  |                   | solist vocal            | Moldova         |
| Nicolae Păsnicuțu         |         | 17 noiembrie 1926 |                   | cobzar                  | Moldova         |
| Ion Păturică              |         | 1928              | 1979              | cobzar                  | Muntenia        |
| Valeria Peter Predescu    |         | 24 octombrie 1947 | 28 aprilie 2009   | solist vocal            | Translivania    |
| Maria Peter               |         | 1 ianuarie 1925   | 9 iulie 2005      | solist vocal            | Translivania    |
| Ion Petre Stoican         |         | 1930              | 1990              | violonist               | Oltenia         |
| Gică Petrescu             |         | 2 aprilie 1915    | 18 iunie 2006     | solist vocal compozitor | Oltenia         |
| Frații Petreuș            |         |                   |                   | violonist chitarist     | Maramureș       |
| Maria Pietraru            |         | 18 februarie 1942 | 8 mai 1982        | solist vocal            | Moldova         |
| Mioara Pitulice           |         | 16 iulie 1957     |                   | solist vocal            | Muntenia        |
| Cristian Pomohaci         |         | 1969              |                   | solist vocal            | Transilvania    |
| Nineta Popa               |         | 19 iulie 1959     |                   | solist vocal            | Țara Loviștei   |
| Maria Precup              |         | 1901              | 1984              | solist vocal            | Transilvania    |
| Marioara Precup           |         | 13 iunie 1941     |                   | solist vocal            | Transilvania    |
| Nicușor Predescu          |         | 2 iulie 1919      | 12 aprilie 1986   | dirijor                 | Oltenia         |
| Victor Predescu           |         | 7 august 1912     | 27 decembrie 1984 | violonist compozitor    | Muntenia        |
| Ionela Prodan             |         | 6 octombrie 1947  | 16 aprilie 2018   | solist vocal            | Oltenia         |
| Romica Puceanu            |         | 1926              | 24 octombrie 1996 | solist vocal            | Oltenia         |
| Alexandru Pugna           |         | 14 noiembrie 1961 |                   | solist vocal            | Transilvania    |
| Vasile Pandelescu         |         | 1944              | 2004              | acordeonist             | Oltenia         |

## R
| Numele          | Imagine           | Data nașterii     | Data decesului     | Măiestrie      | Zona folclorică |
| --------------- | ----------------- | ----------------- | ------------------ | -------------- | --------------- |
| Ioana Radu      |                   | 17 februarie 1917 | 19 septembrie 1990 | solistă vocală | Muntenia        |
| Ștefania Rareș  |                   | 28 octombrie 1943 |                    | solistă vocală | Moldova         |
| Cornelia Rednic | 27 ianuarie 1975  |                   |                    | solistă vocală | Maramureș       |
| Lupu Rednic     | 8 septembrie 1968 |                   |                    | solist vocal   | Maramureș       |
| Elena Roizen    |                   | 1 februarie 1945  | 25 septembrie 2007 | solistă vocală | Dobrogea        |
| Gheorghe Roșoga |                   | 12 mai 1945       |                    | solist vocal   | Oltenia         |
| Florica Ruja    |                   | 1 martie 1957     |                    | solistă vocală | Crișana         |
| Angela Rusu     |                   | 1974              |                    | solistă vocală | Transilvania    |

## S
- Nicolae Sabău (muzician)
- Dinu Iancu-Sălăjanu
- Ileana Sărăroiu
- Steliana Sima
- Mircea Sime
- Radu Simion
- Benone Sinulescu
- Dumitru Sopon
- Aneta Stan
- Hariton Stan
- Mariana Stanciu Dănăilă
- Mariana Stănescu
- Nicu Stănescu
- Olga Stănescu
- Ștefania Stere
- Nicu Stoenescu
- Petrică Mâțu Stoian
- Angelica Stoican
- Niculina Stoican
- Ion Strâmbeanu
- Doina Sulac
- Nicolae Sulac

## Ș
| Numele             | Imagine | Data nașterii      | Data decesului | Măiestrie      | Zona folclorică |
| ------------------ | ------- | ------------------ | -------------- | -------------- | --------------- |
| Maria Șalaru       |         |                    |                | solistă vocală | Moldova         |
| Natalia Șerbănescu |         | 21 octombrie 1931  | 21 martie 2007 | solistă vocală | Dobrogea        |
| Bebe Șerban        |         | 25 septembrie 1939 | 1990           | acordeonist    | Muntenia        |
| Ion Șerban         |         | 1 ianuarie 1915    | 13 martie 1986 | cobzar         | Oltenia         |

## T
| Numele            | Imagine | Data nașterii      | Data decesului | Măiestrie      | Zona folclorică |
| ----------------- | ------- | ------------------ | -------------- | -------------- | --------------- |
| Aurel Tămaș       |         | 16 aprilie 1961    |                | solist vocal   | Transilvania    |
| Maria Tănase      |         | 25 septembrie 1913 | 22 iunie 1963  | solistă vocală | Muntenia        |
| Marioara Tănase   |         | 8 septembrie 1940  | 27 iulie 1970  | solistă vocală | Transilvania    |
| Elisabeta Ticuță  |         | 2 februarie 1944   |                | solistă vocală | Muntenia        |
| Ina Ioana Todoran |         | 24 august 1993     |                | solistă vocală | Transilvania    |
| Izabela Tomița    |         | 2 octombrie 1986   |                | solistă vocală | Oltenia         |
| Maria Tripon      |         | 14 iulie 1962      |                | solistă vocală | Țara Oașului    |
| Ștefan Tudorache  |         | 1936               | 1998           | acordeonist    | Muntenia        |
| Gheorghe Turda    |         | 6 martie 1948      |                | solist vocal   | Maramureș       |

## U
| Numele         | Imagine | Data nașterii     | Data decesului | Măiestrie      | Zona folclorică |
| -------------- | ------- | ----------------- | -------------- | -------------- | --------------- |
| Ilie Udilă     |         | 25 decembrie 1930 | 10 martie 2002 | acordeonist    | Muntenia        |
| Florica Ungur  |         | 8 iunie 1939      | 4 august 2011  | solistă vocală | Crișana         |
| Sile Ungureanu |         | 1 ianuarie 1930   | 2 august 1972  | acordeonist    | Muntenia        |

## V
| Numele           | Imagine | Data nașterii      | Data decesului    | Măiestrie      | Zona folclorică |
| ---------------- | ------- | ------------------ | ----------------- | -------------- | --------------- |
| Costel Vasilescu |         | 6 noiembrie 1940   | 30 iulie 2022     | trompetist     | Muntenia        |
| Liviu Vasilică   |         | 2 iulie 1950       | 19 octombrie 2004 | solist vocal   | Muntenia        |
| Mioara Velicu    |         | 19 octombrie 1944  |                   | solistă vocală | Moldova         |
| Măriuca Verdeș   |         | 27 septembrie 1989 |                   | solistă vocală | Maramureș       |
| Sofia Vicoveanca |         | 23 septembrie 1941 |                   | solistă vocală | Bucovina        |
| Nicoleta Voica   |         | 25 aprilie 1956    |                   | solistă vocală | Banat           |

## Z
| Numele          | Imagine | Data nașterii      | Data decesului   | Măiestrie      | Zona folclorică |
| --------------- | ------- | ------------------ | ---------------- | -------------- | --------------- |
| Florica Zaha    |         | 15 septembrie 1958 |                  | solistă vocală | Crișana         |
| Gheorghe Zamfir |         | 6 aprilie 1941     |                  | naist          | România         |
| Zavaidoc        |         | 8 martie 1896      | 13 ianuarie 1945 | solist vocal   | Muntenia        |
| Marius Zgâianu  |         | 15 iunie 1978      |                  | solist vocal   | Bucovina        |

| Cuprins: 0–9 A Ă Â B C D E F G H I Î J K L M N O P Q R S Ș T Ț U V W X Y Z |